# 苦梓
苦梓（学名：Gmelina hainanensis）又名海南石梓，为马鞭草科石梓属下的一个种。其种加词“hainanensis”意为“海南的”。
现接受名为Gmelina racemosa (Lour.) Merr., 1935。